# Maria Bonnevie
Anna Maria Cecilia Bonnevie (Västerås, 26 de septiembre de 1973) es una actriz sueco-noruega, conocida por El guerrero número 13 (1999), Dina (2002) y Otra ronda (2020).

## Biografía
Nacida en Västerås, Suecia, creció en la capital noruega, Oslo. Sus padres son los actores Jannik Bonnevie, noruega, y Per Waldvik, sueco. Maria Bonnevie fue educada en sueco en la Academia Nacional de teatro y mímica (1997) y tuvo su primer papel con 18 años en la película titulada Hvíti víkingurinn (El vikingo blanco), dirigida por Hrafn Gunnlaugsson.
En 1999, interpretó a Olga en The 13th Warrior. En 2004, apareció en la película sueca Dag och natt, dirigida por Simon Staho.
En 2007, interpretó a la protagonista femenina de la película El destierro, dirigida por Andréi Zviáguintsev.
El Festival Internacional de Cine de Karlovy Vary (KVIFF) la invitó para formar parte del Gran Jurado del Festival en su 44.ª edición en 2009.
En 2012 interpretó el papel de la Condesa Isolda en la película Belle du Seigneur, junto a Jonathan Rhys-Meyers, Natalia Vodiánova y Ed Stoppard.

## Filmografía

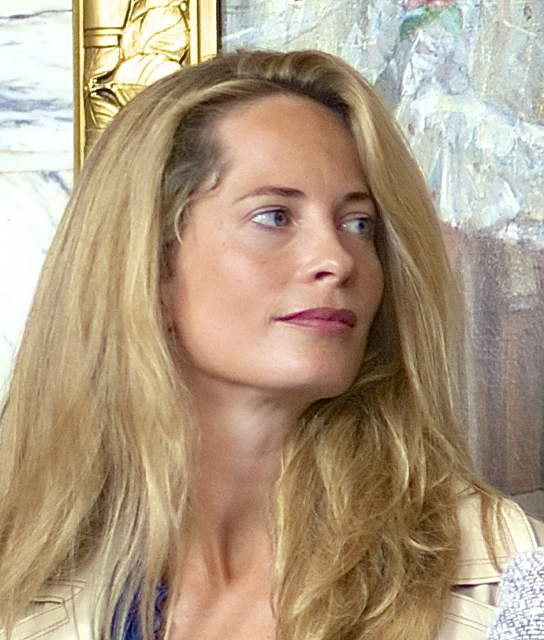
Bonnevie en agosto de 2014

| Año  | Título                        | Papel             | Notas         |
| ---- | ----------------------------- | ----------------- | ------------- |
| 1991 | El Blanco Viking              | Embla             |               |
| 1991 | El Oso Polar Rey              | La princesa       |               |
| 1993 | El Telegrafista               | Pernille          |               |
| 1996 | Jerusalén                     | Gertrud           |               |
| 1997 | El insomnio                   | Ane               |               |
| 1999 | El 13 de Guerrero             | Olga              |               |
| 1999 | Tsatsiki, morsan och polisen  | Elin              |               |
| 2001 | Libélula                      | Maria             |               |
| 2002 | Yo Soy Dina                   | Dina              |               |
| 2002 | La Caída De Cielo             | Juni              |               |
| 2003 | Yo Soy David                  | La madre de David |               |
| 2003 | La reconstrucción             | Simone/Aimee      | dos funciones |
| 2004 | Tres Soles                    | Emma              |               |
| 2004 | De día y de Noche             | Sarah             |               |
| 2007 | El Destierro                  | Vera              |               |
| 2008 | Lo Que Nadie Sabe             | Ursula            |               |
| 2009 | Engelen                       | Lea (Adulto)      |               |
| 2009 | Harry & Charles               | Maud              | TV miniseries |
| 2010 | Maskeblomstfamilien           |                   |               |
| 2012 | Todo Lo Que Importa Es Pasado | Janne             |               |
| 2012 | Belle du Seigneur             | La Condesa Isolda |               |
| 2014 | Una Segunda Oportunidad       | Anne              |               |
| 2015 | El Shamer la Hija de          | Melussina Tonerre |               |
| 2018 | Volviendo Astrid              | Hanna             |               |
| 2018 | Phoenix                       | Astrid            |               |
| 2020 | Otra ronda                    |                   |               |